# 牙體技術師
牙體技術師（英語：Certified Dental Technician ，簡稱DT.或CDT）

## 教育與訓練
世界各地的牙體技術學教育訓練與執業途徑都不同。

## 工作範圍
牙科醫療用的牙冠、牙橋、嵌體、矯正裝置、義齒製作、修理或加工的牙體技術服務。
在英國與美國先進國家、牙體技術師可以直接幫病患提供牙體技術服務、前提是以病患無傷口為原則、並以活動義齒為主要服務項目。
例如、一名病患已經經由牙醫師前段治療、例如:拔牙治療、在牙醫師確認傷口已經癒合、無傷口情形下、牙體技術師可以從事後段服務、直接幫病患進行口腔內取模、然後製作活動義齒、直接交與病患成品、此後段服務不再需要經過牙醫師、亦不違背醫療相關法令。＜在臺灣牙體技術師是不能從事任何病患口腔內作業的。＞
以上的情況在台灣較常見是截肢病患、因故需要截肢之病患在經由外科醫師前段治療、在確認傷口已經癒合、無傷口情形下、即可由義肢製作員從事後段服務、直接幫病患進行肢體取模、然後製作活動義肢、直接交與病患成品、此後段服務不再需要經過外科醫師、亦不違背醫療相關法令。

## 所有牙體技術師
按照世界各國不同的地區和大學，入門的牙體技術學教育只在該國高等教育進行。

副學士牙體技術學位一般上需費時二年來完成。學士牙體技術學位需費時四年來完成，而一般牙體技術師醫學教育通常費時五年。

因此，獲得一個基礎的牙體技術師學位可能需花四至五年的時間，按照不同的地區和大學而定。

在入門訓練完成之後，剛畢業的牙體技術師在被賦予完全的註冊以前經常需要經過一至兩年的時間在被監視下實行牙體技術業務。這可能被稱為實習或者有條件的註冊。

牙體技術師持有在他畢業的專科或大學賦予的牙體技術學位。這個學位使牙體技術師在特定的國家（如澳洲）有資格被授權或註冊，可能無需要特定的實習期（如澳洲）。

## 中華民國的牙體技術醫學教育
中華民國的牙體技術師培育過程如下：
1. 有意從牙體技術者需通過各種大學入學考試或甄試以進入牙體技術學相關科系就讀，如牙體技術學系或牙體技術科系；入學後身分即成為牙體技術學生，直到畢業。完成牙體技術醫學的大學教育通常需四年。
2. 畢業前一年通常需要接受臨床實習，實習時可以參與牙體技術業務，但無權獨立負責，亦即需要更高階的牙體技術師來監督與指導。此時身分為實習牙體技術學生。
3. 完成包含實習的牙體技術醫學教育並畢業後，方可參加牙體技術師國家專技考試；通過後，即可取得衛生福利部認證的牙體技術師證書；此認證表示該牙體技術師已成為一位正式的牙體技術師，即合法得以獨立在醫療院所中或牙體技術所內行使大部分的牙體技術業務並須負法律責任，並得選擇各專科牙體技術學會所認可的教學醫院或牙體技術所來學習特定的專科，比如齒顎矯正裝置科、固定醫療用義齒科、活動醫療用義齒科等；惟選擇的過程需應徵該教學醫院，經錄用後，該牙體技術師的身分為該專科的準專科牙體技術師，與同科的主治牙醫師一起照顧該科的病患，並從中訓練與學習。
4. 不同專科依照其醫學會的規定，有不同的訓練年限。訓練期滿，即得以參加該專科牙體技術師考試，通過後則醫學會會給予該專科的專科牙體技術師證書，身份進階為該專科的專科牙體技術師，並得以合法執行該專科的所有牙體技術業務。例如：欲成為植牙專科牙體技術師者，必先取得牙體技術師身分，再應徵之。
5. 並非所有專科都有得到衛生署的認證。
6. 專科牙體技術師可以應徵各級醫療院所或自行成立牙體技術所以執行牙體技術業務，若獲錄取或得成立時，則可同時被稱為該專科的首席牙體技術師。
7. 中華民國牙醫技術師的考試為每年一次，但遇有必要，可以臨時舉行。[1]

## 規範
在大部分國家，牙體技術師都要有國家許可才能執業，這就是牙體技術師執照；而在某些國家，牙體技術師是由國家支持的牙體技術師公會自行管理，像英國就是如此。
職業節日

「牙體技術師法」於中華民國98年1月23日業經總統公告實施，牙體技術人員正式進入法制化的新時代。故自訂每年1月23日為牙體技術師節。

## 外部連結
1. ↑  . 考試院全球資訊網. 2010-03-25.